# رقص اژدها
رقص اژدها (به انگلیسی: Dragon Dance) جلد سوم مجموعه گوی آتش اثر جان کریستفر است .این مجموعه در ایران توسط انتشارات قدیانی به چاپ رسیده‌است.

## داستان
در این قسمت، قهرمانان داستان، براد و سایمون بعد از گشتن نیمی از دنیا، با دیدن معبدی چینی در آمریکای نا متمدن، کنجکاو می‌شوند تا از راز آن سر در بیاورند.
به همین دلیل راضی می‌شوند که به عنوان برده با کشتی به شرق برده شوند. ماجرا درباره معبدی برای تعلیم انسان‌های خاص است که با افرادی درگیری پیدا می‌کند و پای قهرمانان نیز به این مشکلات باز می‌شود.
داستان با تصمیم‌گیری براد و سایمون دربارهٔ اینکه به دنیای خود بازگردند تا به ماجراجویی در دنیاهای موازی ادامه دهند، ادامه می یابد.